# Rhynchocorys elephas
Rhynchocorys elephas là loài thực vật có hoa thuộc họ Cỏ chổi. Loài này được (L.) Griseb. miêu tả khoa học đầu tiên năm 1844.